# Freddy Fermín
Freddy Antonio Fermín (nacido el 16 de mayo de 1995) es un receptor de béisbol profesional venezolano del equipo de las Grandes Ligas Kansas City Royals.
Fermín fue llamado a las Grandes Ligas de Béisbol por primera vez el 14 de julio de 2022. Fue devuelto a las menores el 18 de julio.
En su primera temporada en la Liga Venezolana de Beisbol Profesional, obtuvo el campeonato de bateo con promedio de .404 y fue coronado como MVP y Novato del año, consiguiendo a su vez el título con los Leones del Caracas, del cual no pudo jugar ni la postemporada ni la final debido a restricciones con su equipo de la MLB.